# St. Barbara (Lindhorst)

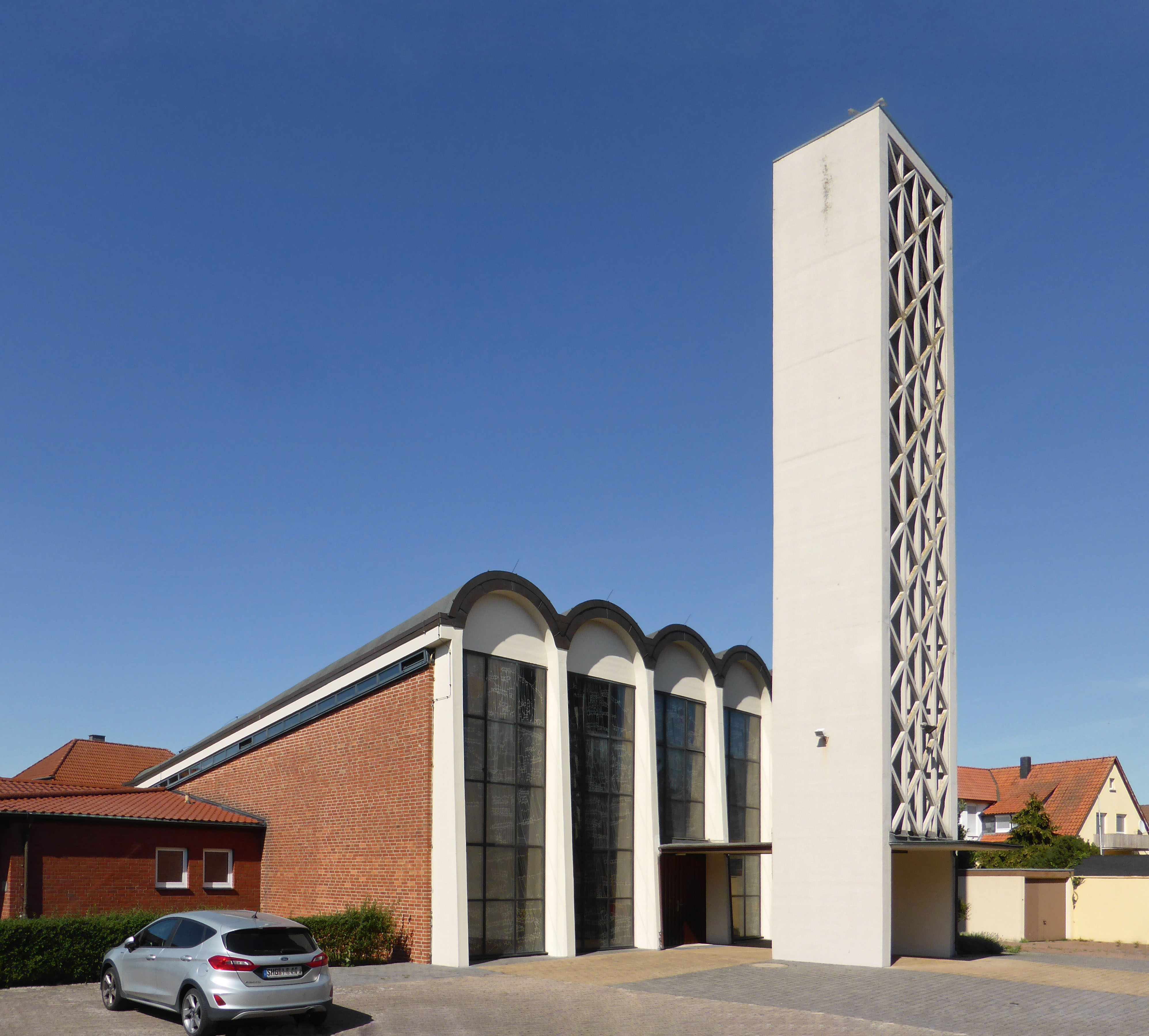
St.-Barbara-Kirche von Südwesten

Die Kirche Sankt Barbara ist die römisch-katholische Kirche in Lindhorst, einer Gemeinde im Landkreis Schaumburg in Niedersachsen. Das nach der heiligen Barbara von Nikomedien benannte Gotteshaus ist eine Filialkirche der Pfarrei St. Joseph in Stadthagen, im Dekanat Weserbergland des Bistums Hildesheim.

## Geschichte
1559 wurde durch ein Dekret von Graf Otto IV. in der Grafschaft Schaumburg die Reformation eingeführt. Infolgedessen wurden die Einwohner und die St.-Dionysius-Kirche von Lindhorst protestantisch. In Lindhorst verkündete jedoch bereits seit 1537 der Geistliche Johann Rohde das Evangelium nach der Weise von Martin Luther.
Infolge der Flucht und Vertreibung Deutscher aus Mittel- und Osteuropa 1945–1950 ließen sich auch in Lindhorst wieder Katholiken in größerer Zahl nieder, so dass es zur Bildung einer katholischen Kirchengemeinde kam. Ihre Gottesdienste fanden zunächst in der evangelisch-lutherischen St.-Dionysius-Kirche statt. Der Steinkohlenbergbau in den Nachbarorten Beckedorf und Lüdersfeld bot den Neuzugezogenen Arbeitsplätze.
1953 begannen die Planungen zum Bau der St.-Barbara-Kirche, am 19. September 1956 erfolgte ihre Grundsteinlegung. Die Kirchweihe folgte am 20. Oktober 1957. Das Gotteshaus trägt das Patrozinium der heiligen Barbara, der Schutzpatronin der Bergleute.
Bereits 1960 jedoch wurde der Bergbau im Gebiet um Lindhorst aufgegeben und die Schachtanlagen wegen Unrentabilität geschlossen und später wieder verfüllt.
Am 1. September 2012 wurden die Dekanate Bückeburg, zu der die St.-Barbara-Kirche gehörte, und Hameln-Holzminden zum heutigen Dekanat Weserbergland vereinigt. Zum gleichen Zeitpunkt wurde auch die Pfarrgemeinde St. Barbara in Lindhorst aufgelöst und deren St.-Barbara-Kirche der Pfarrei Stadthagen als Filialkirche angeschlossen.

## Architektur und Ausstattung

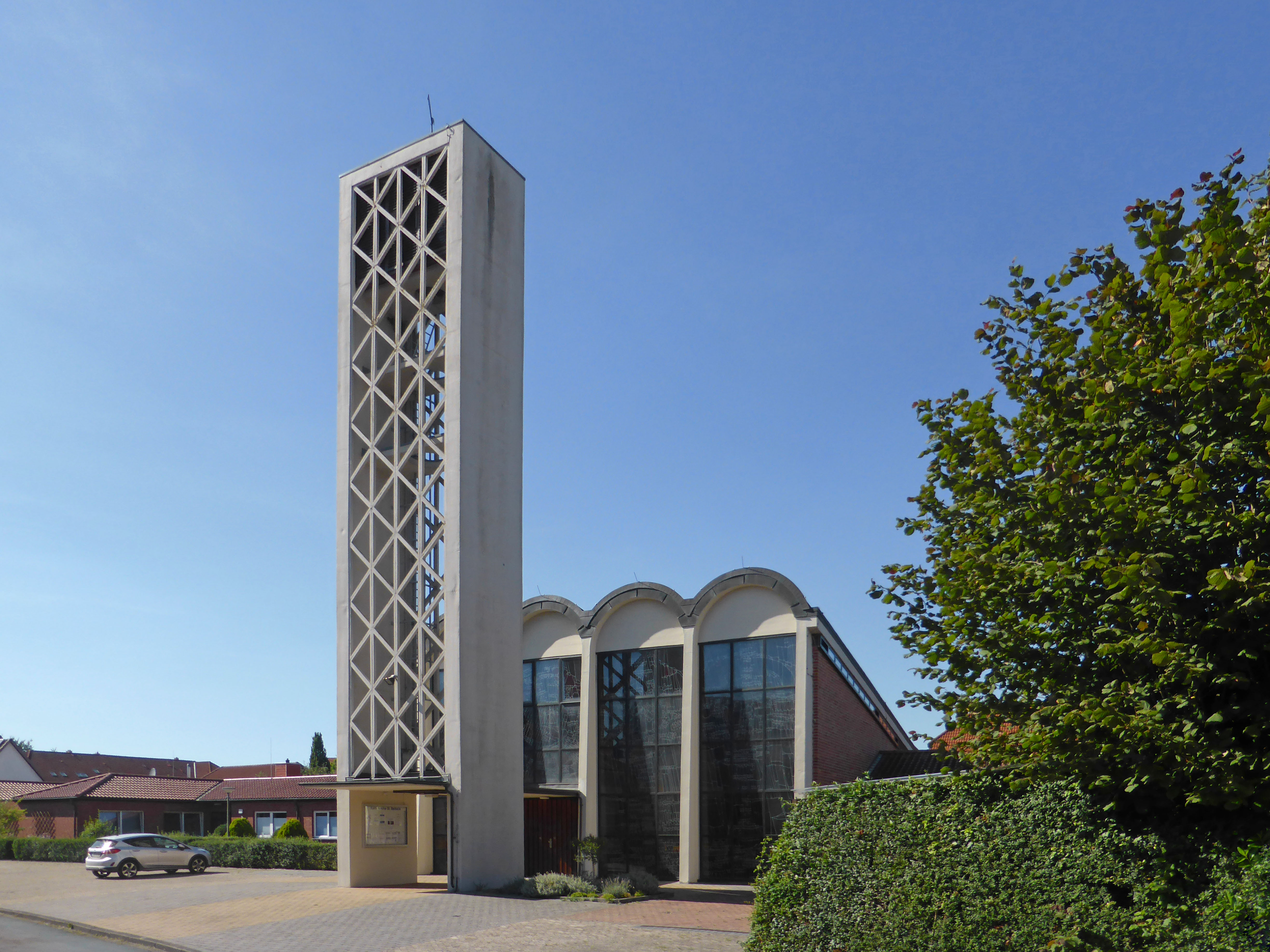
St.-Barbara-Kirche von Südosten

Die Kirche steht auf dem Grundstück Kirchstraße 7, sie wurde nach Plänen der Architekten Bernhard Lippsmeier (1885–1958) aus Paderborn und Georg Lippsmeier aus Düsseldorf erbaut.
Der freistehende Glockenturm wird von einem Wetterhahn bekrönt, den Grundriss des Kirchenschiffes bildet ein gleichschenkliges Trapez. Das Kirchenschiff ist mit einem Dach in Zeiss-Dywidag-Schalenbauweise eingedeckt, das aus fünf in Längsrichtung befindlichen Betontonnen besteht, die auch vom Innenraum aus sichtbar sind.
Die Kirche wird durch ein Portal an der Südseite erschlossen. Ein Buntglasfenster von 1983, entworfen von Paul König aus Hildesheim und ausgeführt von der Hildesheimer Glaserei Garms, zeigt die Anbetung der Könige. Der Tabernakel ist in die Rückwand des Altarraumes eingelassen.
Das Pfarrhaus und die Gemeinderäume sind an die Westseite des Kirchenschiffes angebaut.